# Bonson (rivière)
Pour les articles homonymes, voir Bonson.
Le Bonson est une petite rivière française qui coule dans le département de la Loire. C'est un affluent direct de la Loire en rive gauche.

## Géographie
La longueur de son cours d'eau est de 30,1 km.
Le Bonson naît dans la partie sud des monts du Forez, sur le territoire de Saint-Hilaire-Cusson-la-Valmitte, non loin de la limite septentrionale du département de la Haute-Loire. Il se dirige dès le début vers le nord-est, direction qu'il maintient plus ou moins tout au long de son parcours. Il finit par se jeter dans la Loire, à Saint Cyprien.

## Communes traversées
La rivière traverse ou longe les communes suivantes, d'amont en aval : Saint-Hilaire-Cusson-la-Valmitte, Saint-Nizier-de-Fornas, Aboën, Périgneux, Saint-Marcellin-en-Forez, Bonson, Saint-Cyprien et Saint-Just-Saint-Rambert, toutes situées dans le département de la Loire.

## Hydrologie
Le Bonson est une rivière très irrégulière, à l'instar de ses voisines issues des monts du Forez, comme la Mare et le Lignon du Forez. Son débit a été observé durant une période de 38 ans (1971-2008), à Saint-Marcellin-en-Forez, localité du département de la Loire située non loin de son confluent avec la Loire. La surface ainsi observée est de 104 km2, soit la presque totalité du bassin versant de la rivière.
Le module du Bonson à Saint-Marcellin-en-Forez est de 0,842 m3/s.
Le Bonson présente des fluctuations saisonnières de débit bien marquées, comme très souvent dans le haut bassin de la Loire. Les hautes eaux se déroulent de la fin de l'automne jusqu'au printemps, et se caractérisent par des débits mensuels moyens allant de 1,02 à 1,28 m3/s, de novembre à mai inclus (avec un maximum peu net en décembre). À partir du mois de juin, le débit s'effondre, ce qui mène directement aux basses eaux d'été qui ont lieu de juillet à septembre inclus, entraînant une baisse du débit mensuel moyen allant jusqu'au plancher de 0,175 m3/s au mois d'août. Mais ces moyennes mensuelles occultent des fluctuations bien plus prononcées selon les années ou sur de plus courtes périodes.
À l'étiage, le VCN3 peut chuter jusque 0,001 m3/s, en cas de période quinquennale sèche, soit un petit litre par seconde, ce qui est très sévère, le cours d'eau étant alors réduit à un mince filet d'eau. Mais ce fait est fréquent parmi les rivières du département.
Les crues peuvent être fort importantes, compte tenu de l'exiguïté du bassin versant. Les QIX 2 et QIX 5 valent respectivement 14 et 24 m3/s. Le QIX 10 est de 30 m3/s, le QIX 20 de 36 m3/s, tandis que le QIX 50 se monte à pas moins de 45 m3/s.
Le débit instantané maximal enregistré à Saint-Marcellin-en-Forez a été de 56,6 m3/s le 13 novembre 1996, tandis que la valeur journalière maximale était de 28,7 m3/s le 17 mai 1983. En compare la première de ces valeurs à l'échelle des QIX de la rivière, il apparaît que cette crue était largement plus importante que la crue cinquantennale définie par le QIX 50, et donc sans doute plus que centennale, et dans tous les cas très exceptionnelle.
Le Bonson est une rivière moyennement abondante, nettement moins que la moyenne des cours d'eau du département de la Loire. La lame d'eau écoulée dans son bassin versant est de 253 millimètres annuellement, ce qui est nettement inférieur à la moyenne d'ensemble de la France, mais légèrement supérieur à la moyenne du bassin de la Loire (plus ou moins 249 millimètres à Nantes). Le débit spécifique (ou Qsp) atteint 8,0 litres par seconde et par kilomètre carré de bassin.